# Möbelklädsel

Fåtölj klädd med tyg, från Skoklosters slott.

Möbelklädsel avser textil som täcker en möbel i antingen design- eller brukssyfte. Vanliga möbler att kläs i olika typer av textiler är soffor, fåtöljer, stolar, sängar och sänggavlar.
Kännetecknande är att tygerna är täta, men vävteknikerna kan ha olika vävsätt, möjligen med undantag för de genombrutna tygerna. Ofta används dock vävda textiler, linne eller silke.
Tyget är vanligen fastsatt över stoppning och kan vara utbytbart eller permanent. Möbelklädsel kan även existera i form av löstagbart överdrag. 
Möbelklädsel slits och kan förnyas av en tapetserare.